# Golf van Bahrein
De Golf van Bahrein is een inham van de Perzische Golf dat is gelegen tussen Qatar en Saoedi-Arabië. De golf is vernoemd naar het land Bahrein dat hierin ligt. In het zuiden bevindt zich de baai van Salwa en in het westen ligt de baai Half Moon. Ten westen van Bahrein wordt deze golf doorkruist door de King Fahd Causeway die Bahrein en Saoedi-Arabië verbindt. 

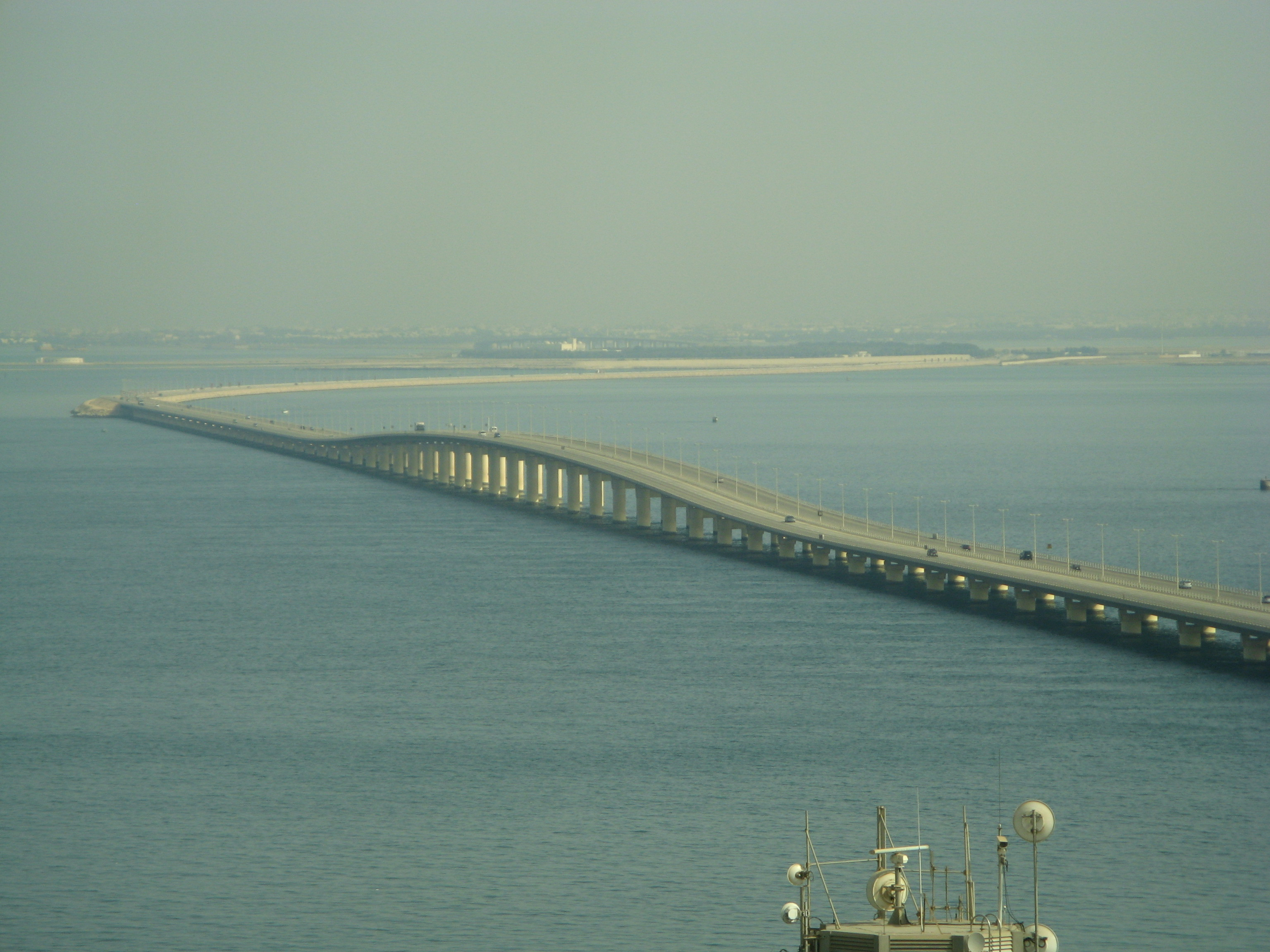
De King Fahd Causeway